# Park Narodowy Sierra Nevada (Wenezuela)
Park Narodowy Sierra Nevada (hiszp. Parque nacional Sierra Nevada) – park narodowy w północnej części Wenezueli położony w stanach Mérida i Barinas. Został utworzony 2 maja 1952 roku i zajmuje obszar 2764,46 km². W 2005 roku został zakwalifikowany przez BirdLife International jako ostoja ptaków IBA. Na północny zachód od niego znajduje się Park Narodowy Sierra de La Culata, a na południowy zachód od niego leży Park Narodowy Tapo-Caparo.

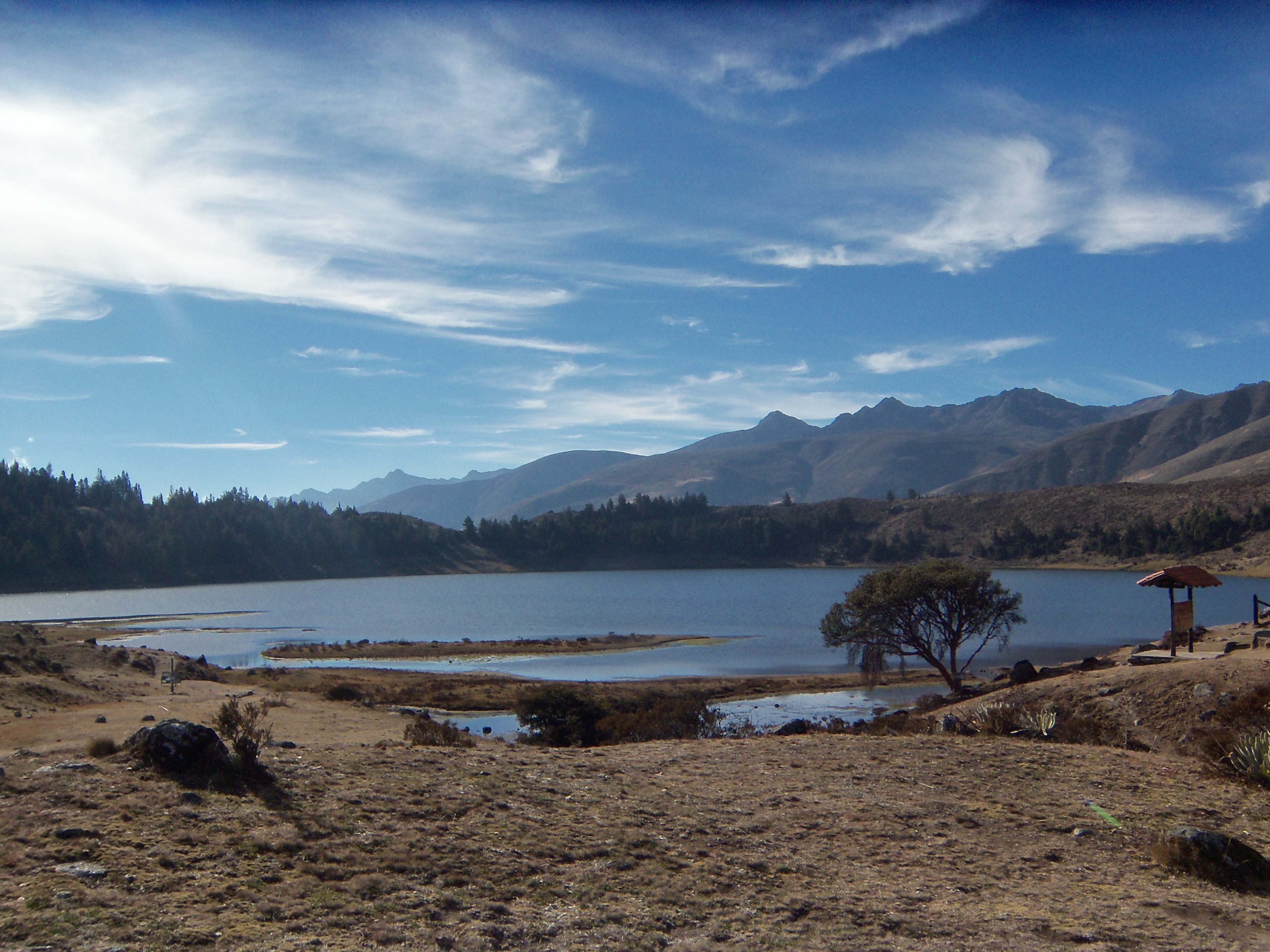
Jezioro Mucubají

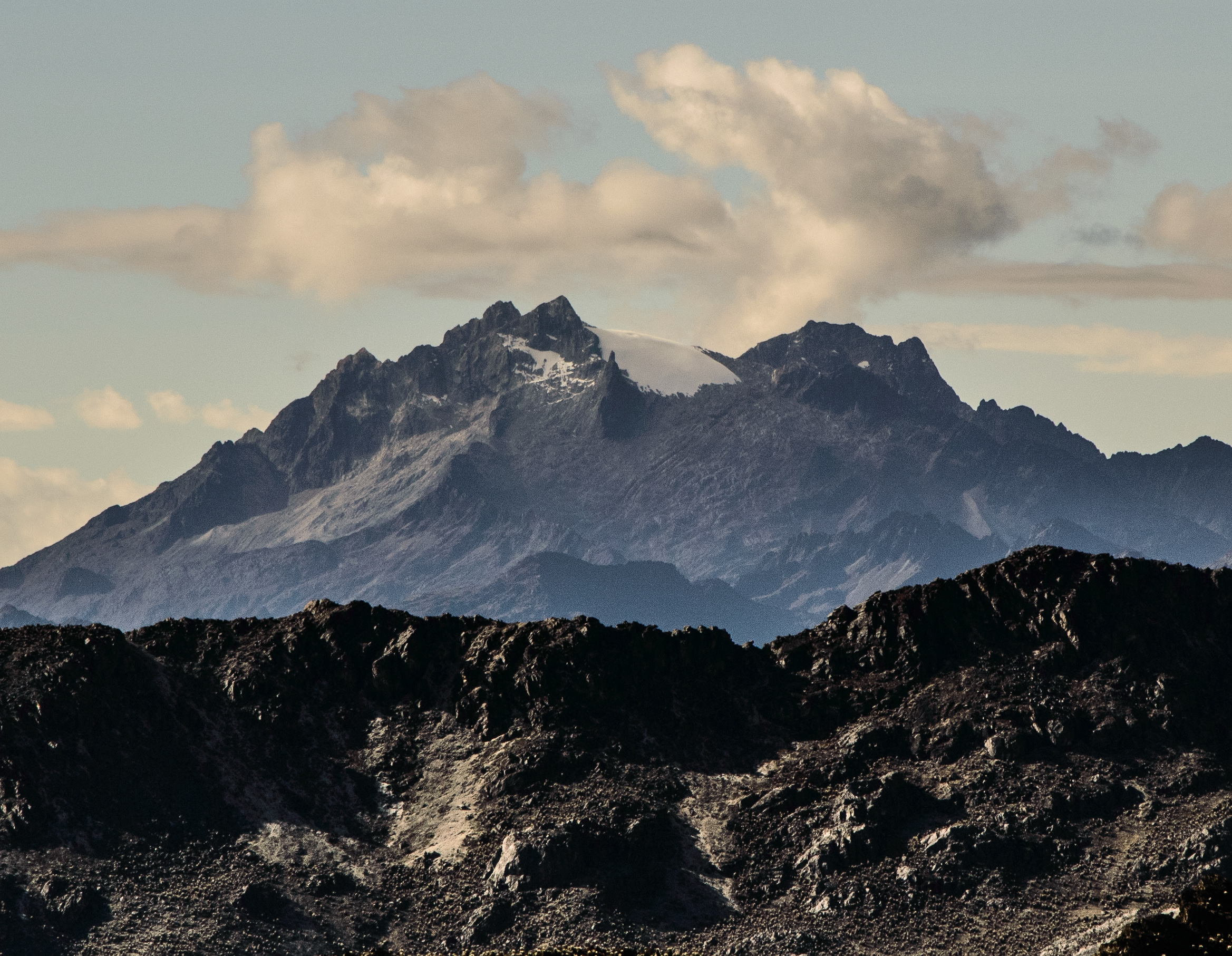
Pico Humboldt

## Opis
Park obejmuje fragment północnej części Andów (prawie całe pasmo górskie Sierra Nevada de Mérida i niewielką część pasma Sierra de Santo Domingo będące częścią Cordillera de Mérida) i położony jest na wysokościach od 400 do 4978 m n.p.m. Od położonego na północny zachód od niego Parku Narodowego Sierra de La Culata (pasmo Sierra de La Culata) oddziela go rzeka Chama. W paśmie Sierra Nevada de Mérida znajduje się najwyższy szczyt Wenezueli – Pico Bolívar (4978 m n.p.m.), a także takie szczyty, jak Pico Humboldt (4942 m), Bonpland (4833 m n.p.m.), La Concha (4920 m), Espejo (4765 m), El Toro (4755 m) i El Leon (4740 m). W Sierra de Santo Domingo najwyższym szczytem jest Mucuñuque (4672 m). W parku występują liczne rzeki i wodospady. Główne rzeki to Bumbún, Ticoporo, Curvatí, Paguey i Santo Domingo. Znajduje się tu wiele jezior polodowcowych, w tym 30 dużych, takich jak Mucubají, La Negra, Los Patos, La Canoa, Grande, Anteojos, El Fraile, Ricón, Collar i La Careta. Najniżej położoną część parku pokrywa tropikalny wilgotny las górski. Na wysokościach od 2000 do 3000 m n.p.m. rośnie las mglisty. Wyżej występuje paramo. Jeszcze do początków XXI wieku najwyższe szczyty pokryte były lodowcami. Obecnie wszystkie stopniały.
Średnia roczna temperatura w parku wynosi w zależności od wysokości od -5°C do +26°C.

## Flora
W parku zarejestrowano 3035 gatunków roślin. W lesie mglistym rośnie narażony na wyginięcie (VU) Polylepis sericea, a także m.in.: Podocarpus oleifolius, Ocotea calophylla, Oreopanax moritzii, Drimys granadensis, Ternstroemia acrodantha, Senecio meridanus i Faramea killipii. Występują tu liczne epifity i gatunki endemiczne.

## Fauna
W parku żyje 140 gatunków ssaków. Są to narażone na wyginięcie (VU) andoniedźwiedź okularowy, mazama karłowata i tapir amerykański, a także m.in.: puma płowa, jaguar amerykański, szop krabożerny, mazama szara, mazama ruda, wyjec rudy, mulak białoogonowy, paka nizinna, paka górska, ostronosek górski, igłozwierz oszroniony, skrytouszka kordylierska i dydelf białouchy.
Zarejestrowano tu 230 gatunków ptaków. Są to narażone na wyginięcie (VU) czubacz hełmiasty i kondor wielki, a także m.in.: przepiór wenezuelski, skalikurek andyjski, szmaragdotanagra czarnogardła, aguja wielka, rudosterka czerwonogłowa, hełmik zielonobrody, amazoneczka ognistogłowa, kusaczka wenezuelska, pleszówka białoczelna, złotogardlik białobrewy, zieleńczyk szarołbisty i  haczykodziobek ciemny.
W parku występuje 40 gatunków płazów (z czego 40% to gatunki endemiczne) i 65 gatunków gadów. Żyje tu m.in. krytycznie zagrożony wyginięciem (CR) płaz bezogonowy Atelopus mucubajiensis.